# Isaac Rosa
Isaac Rosa Camacho (Sevilla, 1974) es un escritor español.

## Biografía
Criado en Badajoz, actualmente reside en Sevilla. Es columnista habitual de Eldiario.es, colabora con la Cadena SER y la revista mensual La Marea, entre otras publicaciones. Fue columnista del diario Público y de la revista satírica El Jueves.
Se dio a conocer con una novela de humor y de título iconoclasta y revelador: ¡Otra maldita novela sobre la guerra civil! (2007), que reelaboraba un relato de 1999. Su novela El vano ayer ganó en 2005 el Premio Rómulo Gallegos en competencia con otros autores españoles como Almudena Grandes, Andrés Trapiello o Juan Bonilla. El reconocimiento de la crítica fue generalizado. La novela elige un género poco frecuentado y relacionado con la posmodernidad, el de "novela en marcha", en el que el lector asiste a las reflexiones de un personaje-narrador sobre la construcción de la propia historia que está tratando de poner en claro, en el marco de una temática -la del franquismo- que ha sido ampliamente utilizada por los escritores españoles. El premio le dio además a la novela una dimensión internacional en el ámbito iberoamericano.
Su novela El país del miedo (2008) resultó ganadora del VIII Premio Fundación José Manuel Lara y trata sobre las amenazas de la vida urbana. La mano invisible (2011) versa sobre el azaroso porvenir del trabajo asalariado y La habitación oscura (2013) sobre las difíciles relaciones interpersonales de la juventud.
De cara a las elecciones generales de 2011 manifestó su apoyo a la candidatura de Izquierda Unida.

## Obras[3]

### Novela
- El ruido del mundo [Extremadura 1936]. El gabinete de moscas de la mierda (1999, Universitas Editorial). Coescrito junto a José Israel García Vázquez
- La malamemoria (1999, Del Oeste Ediciones)
- El vano ayer (2004, Seix Barral)
- ¡Otra maldita novela sobre la guerra civil! (2007, Seix Barral), reedición ampliada de La malamemoria (1999).
- El país del       miedo (2008, Seix Barral)
- La mano invisible (2011, Seix Barral)
- La habitación oscura (2013, Seix Barral)
- Feliz final (2018, Seix Barral)
- Tiza roja (2020, Seix Barral)
- Lugar seguro (2022, Seix Barral) Premio Biblioteca Breve

#### Novela juvenil
- W (2019, Edebé) coescrito con su hija Olivia Rosa
- Te estaré mirando (2021, Edebé)

### Cómic
- Aquí vivió: Historia de un desahucio (ilustraciones de Cristina Bueno) (2016, Nube de Tinta)[4]
- Tu futuro empieza aquí (ilustraciones de Mikko) (2017, Nube de Tinta)

### Otros géneros
- Adiós muchachos (1998, teatro)
- Kosovo. La coartada humanitaria: antecedentes y evolución (2001, Ediciones Vosa, ensayo). Coescrito junto a Aleksandar Vuksanovic y Pedro López Arriba.

## Premios
- 2004, Premio Ojo Crítico de Narrativa de RNE por El vano ayer
- 2004, Premio Andalucía de la Crítica por El vano ayer
- 2005, XIV Premio Rómulo Gallegos por El vano ayer
- 2009, VIII Premio Fundación José Manuel Lara, por El país del miedo
- 2013, Premio Cálamo "Libro del año" por La habitación oscura.
- 2014, Premio de la revista Quimera al mejor libro de narrativa del año por La habitación oscura.[5]
- 2022, Premio Biblioteca Breve por Lugar seguro.[6]
- 2023, Premio Benjamín de Tudela por Lugar seguro.[7]

## Influencias y autores preferidos
En una entrevista declaró: "Me interesan, como decía antes, obras y autores que proponen una literatura más exigente, que desnudan las trampas de la ficción y hacen la labor "desacralizadora-sacrogenética" que decía Martín Santos." 
Entre los autores expresamente citados están los siguientes: Virginia Woolf, Robert Musil, Juan Goytisolo, Miguel Espinosa.